# Скрябін Костянтин Іванович
Костянтин Іванович Скрябін (7 грудня 1878, місто Санкт-Петербург, тепер Російська Федерація — 17 жовтня 1972, місто Москва) — радянський вчений, голова президії Киргизького філіалу Академії наук СРСР, директор Лабораторії гельмінтології АН СРСР. Академік Академії наук АН СРСР з відділення математичних і природничих наук за спеціальністю «Гельмінтологія, загальна ветеринарія» (з 29.01.1939). Дійсний член ВАСГНІЛ (1935) і Академії медичних наук СРСР (1944). Почесний член Академії наук Киргизької РСР (1954) та Узбецької РСР (1962). Депутат Верховної Ради СРСР 2—3-го скликань. Герой Соціалістичної Праці (6.12.1958).

## Біографія
Народився в родині залізничника.
У 1905 році закінчив Юр'ївський (Тартуський) ветеринарний інститут. З 1907 по 1911 рік працював ветеринарним лікарем в Середній Азії в місті Ауліє-Ата (нині Тараз), а потім до 1917 року — в Петрограді.
У 1917—1920 роках працював професором кафедри паразитології Донського ветеринарного інституту (Новочеркаськ).
У 1920 році переїхав до Москви, де з 1920 по 1931 рік працював в Державному інституті експериментальної ветеринарії (нині Всеросійський науково-дослідний інститут експериментальної ветеринарії імені Я. Р. Коваленко РАСГН), керував там створеним ним же гельмінтологічним відділом. У 1931 році відділ був перетворений у Всесоюзний інститут гельмінтології (тепер Всеросійський науково-дослідний інститут гельмінтології), директором якого Скрябін був до 1947 року. У 1925—1927 роках працював професором Ленінградського, в 1941—1943 роках — Казанського ветеринарних інститутів.
У 1920 році в Московському ветеринарному інституті (нині Московська державна академія ветеринарної медицини та біотехнологій) заснував кафедру паразитології та до 1964 року завідував нею. У 1921—1949 роках — завідувач гельмінтологічного відділу Тропічного інституту (зараз Інститут медичної паразитології і тропічної медицини імені Марциновського).
У березні 1931 року був заарештований органами ОДПУ СРСР у справі «шкідників—мікробіологів», але в червні 1931 року звільнений із ув'язнення.
У 1940 році Скрябін очолив організоване за його ініціативою Всесоюзне (зараз Всеросійське) суспільство гельмінтологів. У 1942 році став директором Лабораторії гельмінтології АН СРСР (зараз Інститут паразитології РАН).
У 1943—1952 роках — голова президії Киргизького філіалу Академії наук СРСР.
У 1956—1961 роках — віце-президент ВАСГНІЛ.
Костянтин Скрябін був членом ряду іноземних академій і наукових товариств: дійсним членом гельмінтологічного товариства США (1928), членом Лондонського королівського зоологічного товариства (1928), почесним членом Американського товариства паразитологів (1930), членом Ветеринарної академії Франції (1946), членом німецької академії натуралістів «Леопольдіна» (1956), почесним членом Польського паразитологічного товариства (1956), почесним членом Академії сільськогосподарських наук Польщі (1957), почесним членом Товариства тропічної медицини Бельгії (1958), почесним членом гельмінтологічного і членом-кореспондентом Зоологічного товариств Індії (1958), іноземним членом Болгарської академії наук (1958), іноземним членом Польської академії наук (1959), членом-кореспондентом Югославської академії наук і мистецтв (1959), почесним доктором наук Берлінського університету ім. Гумбольта (1960), почесним членом Угорської академії наук (1960), дійсним членом Чехословацької академії наук (1960), почесним доктором Будапештського ветеринарного університету (1962), членом Сербської академії наук і послуг (1965), почесним доктором наук Вищої школи землеробства і лісового господарства в Брно (1965).
Помер 17 жовтня 1972 року. Похований на Новодівочому цвинтарі Москви.

## Наукові дослідження
Область досліджень — морфологія, біологія, філогенія, систематика, екологія, епізоотологія та епідеміологія гельмінтозів. Під керівництвом Скрябіна було проведено понад 300 експедицій, результати цих досліджень мали велике значення для вивчення гельмінтофауни людини і тварин, а також в розробці комплексу планових оздоровчих заходів в медицині і ветеринарії. Скрябін відкрив і описав понад 200 нових видів гельмінтів, дав обґрунтування 120 видам гельмінтів, ввів наукові поняття:
- Додаткові і резервуарні господарі,
- Транзитний паразитизм,
- Сімбіопаразитизм,
- Біогельмінтоз,
- Геогельмінтоз.

## Нагороди і звання
- Герой Соціалістичної Праці (6.12.1958)
- шість орденів Леніна (22.02.1936; 27.10.1949; 19.09.1953; 6.12.1953; 6.12.1958; 4.12.1968)
- три ордени Трудового Червоного Прапора (10.06.1945; 10.09.1945; 31.01.1951)
- Орден Червоної Зірки (28.02.1946)
- Орден Георгія Димитрова (Болгарія)
- Орден «Кирило і Мефодій» I ступеня (Болгарія)
- Ленінська премія (1957) — за наукову працю в 12 томах «Трематоди тварин і людини» (1947—1956)
- Сталінська премія першого ступеня (1941) — за наукові роботи з ветеринарної та медичної гельмінтології: «Гельмінтози великої рогатої худоби і її молодняка» (1937), «Основи загальної гельмінтології» (1940).
- Сталінська премія першого ступеня (1950) — за 3-томну наукову працю «Трематоди тварин і людини» (1947—1949)
- Золота медаль імені І. І. Мечникова (1949) — за сукупність видатних досліджень і робіт в області гельмінтології.
- Заслужений діяч науки РРФСР (1927)